# Royaume du Bosphore
Pour les articles homonymes, voir Bosphore (homonymie).
Le royaume du Bosphore ou royaume des Cimmériens du Bosphore (en grec ancien : Βασίλειο τοῦ Κιμμερικοῦ Βοσπόρου) est un royaume grec antique établi sur les rives du Bosphore cimmérien, nom antique de l'actuel détroit de Kertch, qui reliait le Pont-Euxin (l'actuelle mer Noire) au lac Méotide (l'actuelle mer d'Azov), et sur la Tauride, l'actuelle Crimée. Il est fondé au Ve siècle av. J.-C. par les Archéanactides. Les Spartocides leur succèdent de 438 à environ 110 av. J.-C. Le royaume est ensuite intégré dans les possessions de Mithridate VI du Pont avant de retrouver son autonomie comme protectorat romain. Il est détruit par les Ostrogoths et les Huns au milieu du IVe siècle.

## Étymologie
Le nom « Bosphore », tout comme dans le cas du détroit du Bosphore, vient des mots grecs bous (ou buzō), « resserrer », et poros, « passage ».

## Histoire

### Influence grecque

Colonies grecques du Pont Euxin (mer Noire, dont Panticapée, Nymphaion, Kimmerikon, Théodosie, Chersonèse, Phanagoria, Hermonassa, Gorgippia et Tanaïs).

Dates de fondation et métropoles des colonies grecques de la mer Noire.

L'histoire de ce royaume est assez mal connue sur la période avant le Ve siècle av. J.-C. Lors de la fondation des cités, les contacts avec les tribus indigènes sont pacifiques, ce qui permet le développement rapide des relations de ces nouvelles villes avec le reste du monde grec. Les cités sont ensuite détruites vers la fin du VIe siècle av. J.-C. lors de l'expédition de Darius Ier (522-486 av. J.-C.), à laquelle elles participent, contre les Scythes. Puis, au début du Ve siècle av. J.-C., plusieurs poleis (cités-États) de la région du Bosphore Cimmérien se regroupent sous la domination de la dynastie des Archéanactides. Alexander Podossinov attribue cette dépendance nouvelle à la pression qu'exerçaient les Scythes.

### Spartocides
En 438/437 av. J.-C. selon Diodore de Sicile, Spartokos Ier (ou Spartakos ou Spartocus) succède à cette dynastie, prend le pouvoir et s'installe à Panticapée, nouvelle capitale de son nouveau royaume. De là, il peut contrôler le passage entre le Palus Méotide et le Pont-Euxin, ce qui l'enrichit considérablement et renforce son influence dans le monde grec, les villes de Grèce ayant constamment à partir de ce moment des ambassadeurs auprès de lui. Les exportations du royaume du Bosphore reposent principalement sur le blé et le poisson. Les importations concernent la céramique, le vin, l'huile et le métal. Malgré sa position périlleuse, sa dynastie, les Spartocides, exerce son pouvoir plus de trois siècles. Leur royaume s'agrandit peu à peu au fil des conquêtes, intégrant des peuples barbares, comme les Méotes ou les Torètes, et des cités grecques comme Panticapée. Succèdent à Spartakos Ier Séleucos et Satyros Ier, qui règnent conjointement, puis Satyros Ier seul jusqu'à sa mort. Les échanges économiques se font surtout avec Athènes. L'importance des Athéniens dans le royaume se manifeste aussi au travers des privilèges que lui accordent les rois, ainsi que du soutien des nobles à Panticapée.
À la mort de Satyros Ier, son fils Leucon Ier arrive sur le trône. Celui-ci, entretenant toujours de bonnes relations avec les Athéniens, reçoit d'eux le titre de citoyen pour leur avoir expédié du blé lors de la famine de 357 av. J.-C., lors de la Guerre sociale. Ses fils, Spartokos II et Pairisadès Ier, prennent sa suite et règnent conjointement jusqu'en 344 av. J.-C., puis Pairisadès Ier seul. Ce dernier est aussi connu pour avoir reçu des Athéniens le privilège d'enrôler au Pirée des soldats pour sa flotte. Au cours du IIIe siècle av. J.-C., à la suite de l'élargissement du monde grec grâce aux conquêtes d'Alexandre le Grand, les relations commerciales entre le Bosphore Cimmérien et Athènes déclinent doucement. Le royaume se tourne vers de nouvelles puissances comme Délos ou l'Égypte pour ses échanges commerciaux. Arrive ensuite sur le trône Satyros II, qui règne un an conjointement avec Prytanis. Mais quelques mois après la mort de celui-ci, leur frère Eumélos s'empare du trône, qu'il conserve jusqu'en 304 av. J.-C.. À cette date, son fils Spartokos III lui succède et règne pendant 20 ans.

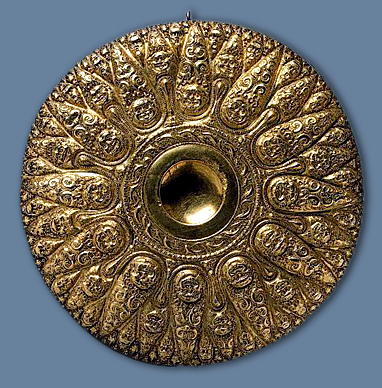
Phiale retrouvée à Hermonassa,

À partir de ce moment, du fait de la perte de l'œuvre de Diodore de Sicile, les informations manquent sur la succession des souverains et la chronologie selon laquelle elle s'est effectuée. Les seules informations certaines reposent sur l'épigraphie et les émissions monétaires. Le dernier prince de la lignée est Pairisadès V qui, ne pouvant résister aux attaques des Scythes du roi Saumakos, demande l'aide de Mithridate VI, roi du Pont. Celui-ci réussit à mettre un terme au conflit et, à la mort de Pairisadès V, récupère le trône du Bosphore Cimmérien, qu'il confie en 82 av. J.-C. à son fils, Macharès. En 66 av. J.-C., pendant la grande invasion de Pompée lors de la troisième guerre mithridatique, le fils du roi déserte son père pour se ranger du côté romain. À cette époque commencent les défaites successives de Mithridate VI (Ier comme roi du Bosphore) jusqu'à sa mort en 63 av. J.-C.

### Protectorat romain
Son autre fils, Pharnace II, est alors couronné par les habitants du Pont roi du Pont et roi du Bosphore. Il est soutenu par les Romains, mais les trahit rapidement. Rome envoie alors une armée commandée par César, victorieux à Zéla en 47 av. J.-C. ; il est tué peu après. Son royaume du Pont est ensuite partagé par Rome : une partie est rattachée à la province romaine de Bithynie et une autre attribuée sous Marc Antoine (83/30 av. J.-C.) à une dynastie vassale de Rome, les Polémons (royaume du Pont Polémoniaque); les territoires du royaumes sont ravalées au rang de province, tandis que Trébizonde s'affirme comme capitale.
Durant cette période, le royaume du Bosphore (Regnum Bospori) garde alors son autonomie interne, mais l'influence romaine s’exerce de diverses façons selon les régions.
Le gendre de Pharnace II, Asandros, prend le pouvoir, mais, détrôné par César, il est remplacé par Mithridate II de Pergame, puis, après la mort du prétendant, il est rétabli sur son trône. Son fils Aspourgos lui succède. Il va se chercher de nouveaux alliés et se tourne vers la Thrace, dont il épouse Gepaepyris, la fille du roi Cotys VIII (12-19) et petite-fille par sa mère, Antonia Tryphaena, de Polémon Ier du Pont. Il signe aussi en 14 un premier traité d’amitié avec l'empereur romain Tibère, puis un deuxième peu de temps après (selon Natwoka). Ces traités engagent les rois du Bosphore à reconnaître comme leurs souverains les empereurs romains. Ses deux fils Claudius Mithridate III et Cotys Ier lui succèdent.
Le premier à prendre le pouvoir est Mithridate III. À la mort de Tibère en 37, Caligula, le nouvel empereur romain, veut réunifier le royaume du Pont et le royaume du Bosphore sous la tutelle du roi du Polémon II du Pont. Mais les habitants du Bosphore se rebellent, ne voulant pas d'un roi étranger (38). Cela pousse l'empereur Claude, successeur de Caligula, à renoncer au projet de réunification. Polémon II décide alors d'attaquer le Bosphore, mais son action est contrecarrée par Rome, et Mithridate est confirmé sur son trône, tandis que la Cilicie lui est donnée en compensation.

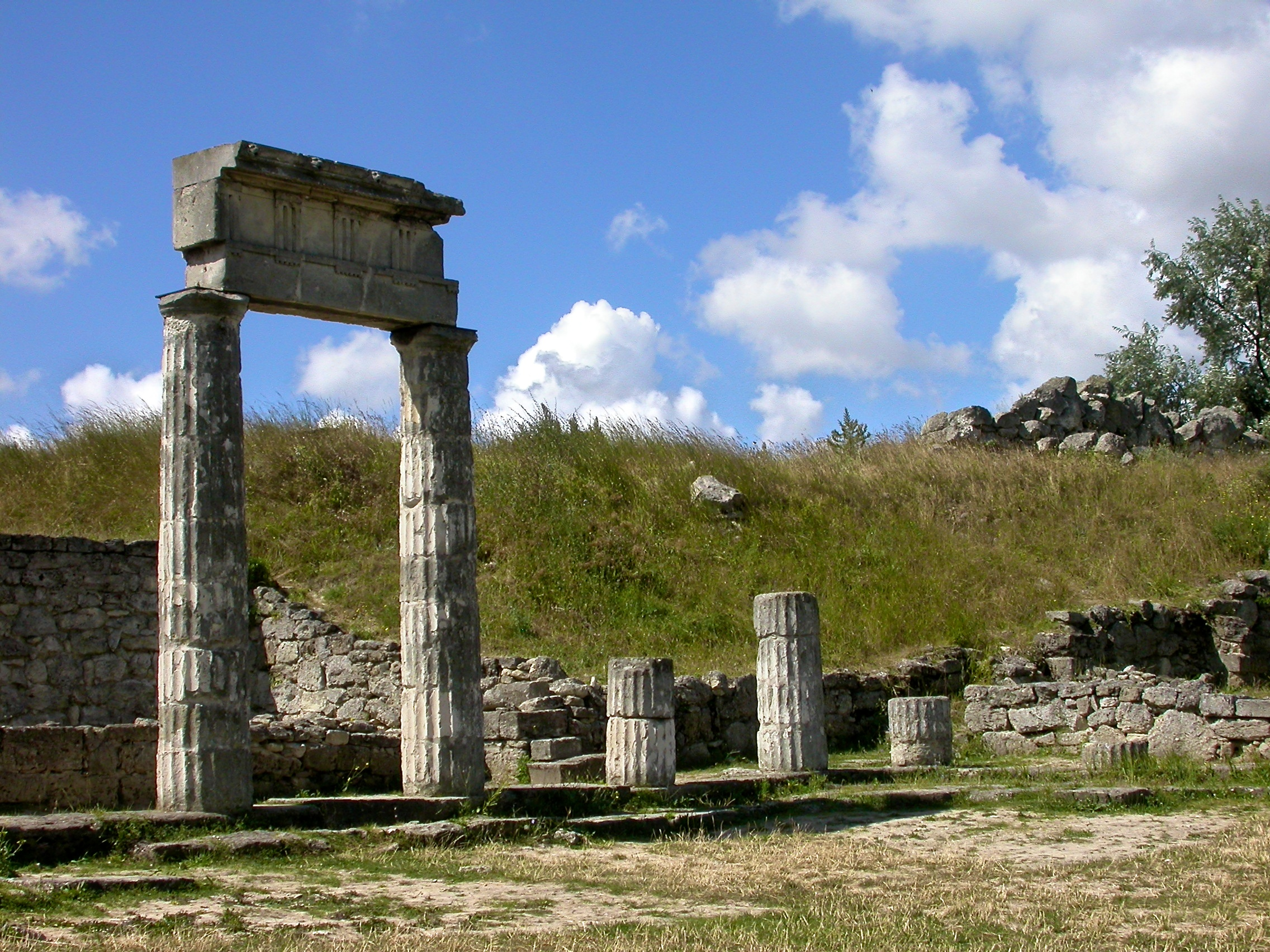
Ruines de Panticapée, la capitale du royaume.

La paix, à la suite de la décision de l'empereur Claude, est de courte durée. De nouvelles discordes apparaissent entre Mithridate et les Romains, Mithridate voulant rompre le traité le liant à eux. Selon Dion Cassius (Histoire romaine), il aurait même préparé une offensive militaire contre Rome, mais aurait été trahi par son frère Cotys Ier. Les Romains doivent dépêcher une armée en Chersonèse et, en 44, le légat de Mésie, Aulus Didius Gallus, est envoyé à Panticapée avec des troupes. Mithridate est battu, il doit fuir sa capitale, et son frère Cotys Ier est proclamé roi du Bosphore. Didius Gallus repart alors vers Rome, ne laissant à Panticapée que quelques hommes sous les ordres de Julius Aquila. Mithridate profite de la situation pour essayer de reprendre son royaume. Il rassemble des partisans et, avec l’appui des Siraces (tribu sarmate), marche sur la capitale. Cotys Ier et Aquila, en infériorité numérique, passent alors alliance avec les Aorses (autre tribu), les ennemis traditionnels des Siraces. Cette coalition l'emporte et Mithridate, vaincu, doit de nouveau prendre la fuite. Puis il choisit de se rendre au roi des Aorses, Eunonès, mais l'empereur Claude le fait emmener en captivité à Rome. Après la victoire sur son frère, Cotys Ier accentue ses rapports avec les Romains qui lui donnent le gentilice de « Tibérius Julius » Cotys. Lors de son règne, on peut assister à un afflux important d'Aorses dans le royaume.
Son fils Rhescuporis Ier lui succède, mais seulement en 68, en raison d'un interrègne de cinq ans pendant lequel Rome aurait annexé le royaume. Sauromatès Ier est son successeur. Il est contemporain des empereurs romains Trajan et Hadrien.
La période qui suit, s'étalant jusqu'à la disparition du royaume, reste floue. Les rois du Bosphore ne sont connus essentiellement que par l'épigraphie et leurs pièces de monnaie. Celles-ci représentent plus généralement sur le revers la tête de l'empereur romain régnant et sur l'avers celle du roi du Bosphore. À partir de ce constat, les historiens spécialistes tentent de définir la chronologie des rois suivants, très approximative et très discutée ; de plus, il semble qu'il y ait eu des règnes conjoints.
Après Sauromatès Ier, son fils Cotys II monte sur le trône, suivi par Rhœmétalkès, fils de Cotys II, puis Eupator, frère de Rhœmétalkès Ier et son neveu, Sauromatès II. Son fils Rhescuporis II lui succède, puis le fils de celui-ci, Cotys III pour un règne très court et conjoint avec son frère Sauromatès III.
Fils de Sauromatès III, Rhescuporis III est le roi suivant, régnant conjointement avec Ininthimeos. Suit Rhescuporis IV, qui doit se plier aux commandements des Boranes et des Goths, qui envahissent le royaume, et leur laisser l'usage des ports, d'où leur flotte part pour des raids de piraterie en Asie Mineure. Rhescuporis IV a un fils (ou un frère), Teiranès, qui lui succède. Teiranès remporte une victoire contre les Goths, mais, en fin de règne, il doit faire face à un prétendant, son frère (?) Sauromatès IV, et régner conjointement avec lui. Sous son règne, les relations avec Rome se dégradent et des accrochages ont lieu entre les deux États. Thothorsès, fils de Rhescuporis IV, lui succède.
Selon l'empereur Constantin VII, sous le règne de Dioclétien, donc chronologiquement pendant celui de Thothorsès sur le royaume du Bosphore, un certain « Sauromatès, fils de Kriskoronos » lève une armée avec l'aide des Sarmates, qui vivent près de la mer d'Azov, et attaque d'abord la Lazique puis le Pont en 291, puis le Bosphore et sa capitale. Thothorsès le repousse et Sauromatès est obligé, en 292, de signer la paix. Nana, la fille de Thothorsès, épouse le roi d'Ibérie Mirian III. Suivent deux rois, Rhescuporis V, qui est peut-être fils de Sauromatès IV, et Rhadamsadès, fils de Thothorsès (?).
Toujours selon Constantin VII, le dernier roi du Bosphore, Sauromatès VI, est tué dans un combat contre Pharnace, fils de Pharnace, « protevon & stéphanophoros », c'est-à-dire premier magistrat & porte-couronne, qui s'était mis à la tête des Chersonites.

## Liste des rois

### Dynastie des Archéanactides
- 480-438 av. J.-C. : Archaianax, Pairisadès, Leucon et Sagauros[5]. Selon Diodore de Sicile, ils règnent pendant 42 ans.

### Dynastie des Spartocides
- 438-433 av. J.-C. : Spartokos Ier, archonte ;
- 433-393 av. J.-C. : Séleucos ;
- 433-389 av. J.-C. : Satyros Ier, associé ;
- 393/389-349 av. J.-C. : Leucon Ier ;
  - 389 av. J.-C. : Gorgippos, associé ;
- 349-344 av. J.-C. : Spartocos II ;
- 349-311 av. J.-C. : Pairisadès Ier, associé puis seul ;
- 311-310 av. J.-C. : Satyros II ;
- 310 av. J.-C. : Prytanis ;
- 309-304 av. J.-C. : Eumélos ;
- 304-284 av. J.-C. : Spartocos III ;
- 284-245 av. J.-C. : Pairisadès II ;
- 245-240 av. J.-C. : Spartocos IV ;
- 240-210 av. J.-C. : Leucon II ;
- 210-200 av. J.-C. : Hygiainon, usurpateur (?), archonte ;
- 200-180 av. J.-C. : Spartocos V ;
- 180-160 av. J.-C. : Camasarye Philotecnos ;
  - 180-170 av. J.-C. : Pairisadès III, époux de la précédente ;
- 170-150 av. J.-C. : Pairisadès IV Philométor, fils des précédents ;
- 150-140 av. J.-C. : Spartocos VI (?) ;
  - vers 150 av. J.-C. : Leucon III, son frère, associé (?) ;
- 140-107 av. J.-C. : Pairisadès V ;
- vers 110 av. J.-C. : occupation du royaume par les Scythes du roi Saumakos.

### Divers et Odryses
- 108-63 av. J.-C. : Mithridate VI (Ier), roi du Pont ;
  - 70-65 av. J.-C. : Macharès, son fils, roi associé ;
- 63-47 av. J.-C. : Pharnace II, autre fils de Mithridate VI ;
- 47-45 av. J.-C. : Mithridate II de Pergame, fils illégitime de Mithridate VI ;
- 45-8 av. J.-C. : Dynamis, reine, fille de Pharnace II ;
  - Asandros Ier (45-17), premier époux ;
  - Scribonius (15-14), usurpateur, 2e époux de Dynamis ;
  - Polémon Ier du Pont (14-8 av. J.-C.), 3e époux de Dynamis ;
- 8 av. J.-C.-38 ap. J.-C. : Tiberius Julius Aspourgos, fils d'Asandros et de Dynamis ;
- 38-39 : Gepaepyris, reine et épouse d'Aspourgos, et petite-fille de Polémon Ier ;
- 38-39/41 : Polémon II du Pont, petit-fils de Polémon Ier ;
- 39-45 : Claudius Mithridate III, fils d'Aspourgos ;
- 45-62 : Tiberius Julius Cotys Ier, frère du précédent ;
- 68-92 : Tiberius Julius Rhescuporis Ier, son fils ;
- 93-123 : Tiberius Julius Sauromatès Ier, son fils ;
- 123-130 : Tiberius Julius Cotys II, son fils ;
- 130-153 : Tiberius Julius Rhœmétalcès Ier, son fils ;
- 153-170 : Tiberius Julius Eupator, son frère ;
- 170-210 : Tiberius Julius Sauramatès II, fils de Rhœmétalcès ;
- 211-229 : Tiberius Julius Rhescuporis II, son fils ;
- 227-234 : Tiberius Julius Cotys III, son fils ;
- 228-232 : Tiberius Julius Sauromatès III, son frère ;
- 233-235 : Rhescuporis III, son fils (?) ;
- 235-239 : Tiberius Julius Ininthimeos (?) ;
- 240-276 : Tibérius Julius Rhescuporis IV, fils d'Ininthimaios ou de Sauromatès III ;
  - 253-254 : Pharsanzès, usurpateur sarmate (?) ;
  - 258-276 : Syngès, usurpateur sarmate (?) ;
- 275-279 : Tiberius Julius Teiranès, fils ou frère de Rhescuporis IV ;
- 279-285 : Chedosbios, usurpateur (?) ;
- 275-276 : Sauromatès IV, fils de Rhescuporis IV (?) ;
- 279-308 : Julius Thothorsès, fils de Rhescuporis IV (?) ;
- 280-311 : Sauromatès IV, rétabli, ou Sauromatès, fils de Kriskoronès (?) ;
- 304-341 : Rhescuporis V, fils de Thorthorsès ou de Sauromatès IV (?) ;
- 308-322 : Rhadamsadès, fils de Thorthorsès (?) ;
- 341-vers 370 : Sauromatès V, « petit-fils de Sauromatès (IV), fils de Kriskoronès », fils de Rhescuporis V (?) ;
- fin du IVe siècle (?) : Sauromatès VI.